# گمینا پیش
گمینا پیش (به لهستانی:  Gmina Pisz) یک گمینا در لهستان است که در شهرستان پیش واقع شده‌است. گمینا پیش ۶۳۴٫۸ کیلومتر مربع مساحت و ۲۷٬۲۲۴ نفر جمعیت دارد.